# Леонард Бърковиц
Леонард Берковиц (на английски: Leonard Berkowitz) е американски психолог, известен с изследванията си на агресията и по-специално на теорията за фрустрация-агресия. Изследва също така и социални норми.

## Биография
Роден е на 11 август 1926 година в Ню Йорк, САЩ. Получава докторска степен в Мичиганския университет през 1951. След като завършва, отива в Центъра по човешки ресурси на Американските военновъздушни сили в Сан Антонио. Там използва социалната психология в ситуации близки до реалния живот. Бърковиц не изследва само човешката агресия, но и нейната противоположност – поведението на помощ или подпомагащо поведение. Пенсионира се през 1993 г.
Умира на 3 януари 2016 година в Мадисън, щат Уисконсин, на 89-годишна възраст.